# 15 cm SKC/25
15 cm SKC/25 — 149,1-миллиметровое корабельное артиллерийское орудие, разработанное и производившееся в Германии. Состояло на вооружении Кригсмарине. Устанавливалось на  лёгких крейсерах типа «К», а также лёгких крейсерах «Лейпциг» и «Нюрнберг». Использовалось во Второй мировой войне.